# Barri de les Corts
Les Corts és un dels tres barris del districte homònim, actualment dins la ciutat de Barcelona. Se situa al límit del Pla de Barcelona i fou el nucli principal de l'antic municipi, agregat a Barcelona el 1897. Els habitants de les Corts reben el gentilici de cortsencs i cortsenques, i el malnom de “panarres”.
Els primers testimonis de vida humana del barri van ser descoberts l'any 1959 a l'encreuament dels carrers de Travessera de les Corts, Marquès de Sentmenat i Joan Güell. Es van trobar sepultures d'una necròpolis romana de mitjans de segle i. La primera menció escrita de les Corts data de l'any 1066, al cartulari de Sant Cugat del Vallès.

## Etimologia
L'origen del nom de les Corts ha tingut diferents versions populars al llarg dels anys. La primera de les més versemblants és que el topònim derivi del vocable llatí "curto" i "curtibus". Aquests mots apareixen en els primers documents on s'anomena el territori de les Corts (les primeres referències les trobem en un document de l'any 1066 copiat al cartulari de Sant Cugat del Vallès). L'equivalencia de "curto" és escurçar i el de "curtibus" és escorç, paraula de la qual poden derivar els noms de cases, famílies i indrets que sorgeixen al poble: Escorç, Escors, Cors, Corts, Cercors, etc.
La segona versió diu que el nom prové de la paraula llatina cohors-cohortis (el mot "curtes" apareix en el document del cartulari), que significa “terrenys i cases rústiques”. A les Corts en època romana la vida s'organitzava al voltant de les vil·les, on posteriorment els masos medievals van complir la mateixa funció.

## Història

### Eixos històrics
Al llarg dels anys, sobretot fixant-nos en l'època antiga, en el barri hi trobem tres eixos on s'ha concentrat la població i l'activitat cortsenca:
- Travessera: va ser el primer eix de creixement. Al llarg d'aquesta antiquíssima via que travessava el Pla de Barcelona es formà el primer poblament del territori que avui coneixem per les Corts. La primera notícia que es té que les seves voreres estiguessin habitades és del segle i (l'any 1959 es va descobrir una important necròpolis romana). La Travessera alhora feia de connector amb el camí antic cap a Barcelona (avui carrer del Marquès de Sentmenat).

- Les Corts Velles: aquest segon eix de creixement va ser l'autèntic nucli de formació del poblament de les Corts, sent el més antic que ha arribat fins a nosaltres. L'eix segueix el curs de l'actual carrer de les Corts (primer Carrer Major del poble). No va ser fins al segle xiv, època de major prosperitat agrícola, quan aquest eix comença a arrencar l'hegemonia cortsenca a la Travessera. També és gràcies a la construcció del monestir de Pedralbes, ja que aquest camí era recorregut constantment pels traginers (on sovint reposaven) que anaven des de les pedreres de Montjuïc fins a la construcció.

- Les Corts Noves: l'eix més actual dels tres apareix a mitjans del segle xix, on es construeix la parròquia (plaça Concòrdia) i l'eixample cortsenc, nuclis centrals del poble independent de les Corts. L'activitat del poble es veia localitzada doncs al quadrant al voltant de la plaça, passant a ser el carrer Major l'actual carrer Anglesola i deixant en segon terme les Corts Velles.[3]

### Dels privilegis i franqueses al Decret de Nova Planta
L'any 1219 es convertí en una data significativa pels habitants de les Corts. Va ser quan Jaume I el Conqueridor va concedir el privilegi de les Franqueses de Llobregat i Maresme; un privilegi que les Corts i Sant Just Desvern aconseguirien mantenir fins al 1714. Des d'aquell any fins al 1601 s'anirien incrementant els privilegis: eximir de pagament de delmes, lleudes i altres impostos durant 100 anys, retornament de les penyores que els exèrcits gastaven al pas de les masies, manteniment de les terres envers l'apropiació del rei, etc., durant els segles hi va haver problemes entre els habitants de les Corts i els veïns de la parròquia de Sarrià a causa de la desigualtat de tracte entre uns i altres, on el rei havia de recordar sovint al Consell de la Parròquia de Sant Vicenç de Sarrià els privilegis atorgats als cortsencs.
Amb l'arribada de Felip V, l'any 1714, als voltants de Barcelona, establint un campament de l'exèrcit a les Corts, s'inicia la pèrdua dels privilegis que fins aleshores s'havien gaudit, coincidint amb la tragèdia de tot el poble català que veia desaparèixer les seves llibertats i les institucions autòctones en iniciar-se una sistemàtica política centralista de persecució i repressió de qualsevol guspira de redreçament nacional.

### Les Corts de Sarrià
L'antic terme municipal de les Corts de Sarrià tenia una extensió de 3,53 km², però abans d'ésser municipi independent pertanyia a l'antic municipi de Sarrià, ja que en aquells temps les poblacions sense parròquia pròpia depenien de la parròquia més propera. El voltant del segle xviii fou una època en què es varen introduir nous models de producció que van facilitar la producció industrial en massa, mètode que va substituir de forma gradual el model de producció artesanal. L'arribada de les primeres indústries a Les Corts va accelerar l'activitat tèxtil del territori i provocà la instal·lació de noves fàbriques, fet que es va veure afavorit per unes condiciones adients, ja que Les Corts disposava de terreny i aigua suficient. Així, entre els anys 1787 i 1797 va instal·lar-se en el terrenys de l'antic Mas Vinyals (actual carrer del Prat d'en Rull) un important prat d'indianes regentat per la societat Anglès, Rull i Companyia.
El 1814 Sarrià volgué imposar-los el nomenament de batlle en comptes del sorteig que es feia entre cortsencs i sarrianencs (molt decantat cap als segons des de l'entrada del Decret de Nova Planta) i des d'aquell moment les relacions harmonioses es trencaren entre els dos nuclis, a més la política dels pobles començà a diferir, ja que Sarrià creixia sota l'impuls de l'aristocràcia de Barcelona, on dominava un sentiment absolutista i conservador, mentre que les Corts mantenia el vell esperit franc autòcton i es decantava per un constitucionalisme liberal.
En aquells anys comencen a destacar algunes famílies del poble que més endavant iniciarien una campanya popular per a l'autonomia del municipi i accés al poder d'una nova burgesia cortsenca, entre les quals destaquen els Cuyàs, Piera, Rosés, Grau, Sangés, Closes i Batllori. El mateix any 1814 presenten una demanda judicial respecte al nomenament del batlle i sol·liciten el dret a tenir ajuntament separat i independent al del poble de Sarrià.
A principis del segle xix la industrialització de Les Corts era ja un fenomen imparable i s'havien instal·lat al territori els prats d'indianes, les primeres rajoleries modernes i diversos negocis de productes químics com ara el vidriol.

### Les Corts independent
Després d'uns anys de lluita, el 1821, a l'inici del Trienni Liberal, els habitants de les Corts aconseguien que els acceptessin el projecte de rodalia del nou terme cortsenc. Aquest projecte permetia una constitució pròpia dos anys més tard. El 5 de gener de 1823 es procedí a l'elecció de l'ajuntament de les Corts, independent de Sarrià, a Cal Prat d'en Cuyàs. El somni cortsenc va durar però fins al novembre del mateix any, quan van tornar a ser obligats a pertànyer a Sarrià.
La lluita en contra del Sarrià annexionista i ultraconservador va donar els seus fruits finalment l'any 1836, quan es va aconseguir la plena autonomia. Llavors es construí la parròquia (1850), el cementiri i l'eixample cortsenc. A mitjans del segle xix, s'hi van desenvolupar d'altres activitats fabrils vinculades al tèxtil, la rajoleria i l'adoberia com la destil·leria dels Deu, la fàbrica de xarols de Josep Bonafont i Capella (posteriorment Manuel Castells i Carles) i la fàbrica Batlló Germans. El 1868 el terme es va dividir en quatre districtes: les Corts Velles, les Corts Noves, el Camp de la Creu i Can Batlló. A la fi del segle xix la industrialització de les Corts era ja una realitat fins al punt que ocupava el cinquè lloc en el panorama industrial dels pobles del Pla, justament per darrere de Sant Martí, Gràcia, Sants i Sant Andreu. És en aquest període que s'accelera els procés d'industrialització amb l'obertura d'empreses vinculades al sector del tèxtil, perfumeria, metal·lúrgic i sabons, juntament amb l'aparició de noves industries de productes com els aglomerats de carbó i els botons. Alhora també es modernitzen els primers forns de rajola instal·lats a Les Corts gràcies als avenços proporcionats per la introducció dels forns de Hoffman, fet que provoca que l'any 1913 s'inauguri el primer forn de vidre de la Societat Planell i Borràs, antecessora de la coneguda fàbrica Cristalleria Planell.

### Annexió a Barcelona
El 20 d'abril de 1897, en contra dels cortsencs de l'època, entra en vigor un Decret Reial d'Agregació, segons el qual els municipis de Sant Gervasi de Cassoles, Gràcia, Sant Martí de Provençals, Sant Andreu de Palomar, Santa Maria de Sants i les Corts s'havien d'integrar al municipi de Barcelona.
El territori que avui forma el districte de les Corts és fruit de l'annexió a Barcelona dels antics municipis de les Corts de Sarrià, més conegut simplement com les Corts, i de Sarrià. Dels tres barris del districte, dos formaven part del municipi de les Corts (les Corts, la Maternitat i Sant Ramon) i un de Sarrià (Pedralbes).
Fins al segle xx, fou un poble camperol, amb nombrosos masos que es construïen al voltant dels torrents que baixaven de Collserola. També s'instal·laren diversos edificis de serveis, com l'edifici de la Maternitat i diversos ordes religiosos. A principis del segle xx, comencen a establir-se al poble diverses fàbriques i colònies obreres (la Colònia Castells és una mostra viva d'aquesta època).
Als anys 30 es comptabilitzen a l'àrea de les Corts prop de 300 empreses, fet que suposa que la importància industrial de Les Corts sigui similar a d'altres zones del territori amb una tradició industrial més arrelada, com ara Sants i Sant Andreu. En aquest primera meitat del segle XX es produeixen un conjunt de transformacions que afectaren l'activitat industrial del terme , ja que s'introdueixen nous productes de consum (ganivets, parament de la llar, articles sanitaris, aparells elèctrics), d'adornaments personals (mitges, cintes…) i nous materials i matèries primeres (baquelita, alumini, cel·luloide…), juntament amb la introducció del sector de les arts gràfiques i editorials, el qual va concentrar-se a l'àrea de Can Batlló.
Durant els anys de la Guerra Civil algunes empreses foren col·lectivitzades i posades sota la tutela de del Consell d'Economia de la Generalitat de Catalunya, fet que alguns casos comportà la millora de les condicions de treball i de producció. La fi del conflicte bèl·lic no va minvar l'impuls industrial de Les Corts, doncs l'autarquia i la política econòmica afavoriren el sorgiment de noves empreses, la majoria d'iniciativa cortsenca com SAM, TAM, Serra Capel, la impremta Torres, Jarque i Benet Campabadal.
A principi dels anys 60, comença una urbanització salvatge que fa desaparèixer bona part de les masies de les Corts. Avui, d'aquestes masies només en queden tres mostres: la Biblioteca de Can Rosés, la masia de Can Planes (la Masia Barça) i la masia Torre Rodona, propietat de la cadena d'hotels HUSA. El nombre d'indústries instal·lades a Les Corts comença a disminuir a la dècada dels anys 70 degut a l'expansió i trasllat d'algunes empreses, a les restriccions imposades per l'Ajuntament per a instal·lacions fabrils i al planejament urbà i la fiscalitat municipal. Així, s'inicià el procés de conversió en un barri residencial on els solars de les fàbriques es van transformar en equipaments i habitatges. El sector industrial de les Corts fou substituït pel sector serveis, essent actualment molt pocs els testimonis del passat fabril del territori.

## Sectors

### Camp de la Creu

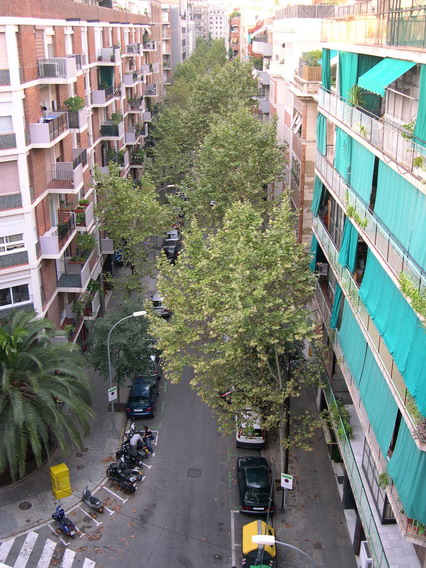
El carrer de Loreto, al barri del Camp de la Creu

Els límits d'aquest veïnat són l'avinguda de Josep Tarradellas, el carrer de Berlín, el carrer de Numància, la travessera de les Corts, el carrer d'Entença, l'avinguda Diagonal i l'avinguda de Sarrià. El barri del Camp de la Creu correspon a l'antiga partida medieval de Magòria i fa referència a la creu de terme que hi havia en aquest indret (la Creu de Magòria). Durant la dècada dels anys 1870 es van obrir els principals carrers (carrer de Morales) i la plaça del Carme (anomenada primer de la Llibertat). A final de segle va adquirir un aspecte industrial amb la instal·lació de la fàbrica Castells i altres indústries i, més endavant, amb la construcció de les casetes obreres de la Colònia Castells (avui amenaçades per un Pla d'Ordenació Urbanística).

### Camp Vell
Els límits d'aquest veïnat són el carrer de Joan Güell, la travessera de les Corts, el carrer de Numància i l'avinguda de Madrid, que limita amb el districte de Sants-Montjuïc. El nom d'aquest barri ve donat perquè en aquestes terres és on es va edificar l'antic camp del Futbol Club Barcelona, conegut llavors com el Camp de les Corts.

### Can Batllori
Els límits d'aquest veïnat són l'avinguda Diagonal, l'avinguda de Sarrià, el carrer de Jiménez i Iglesias i el passeig de Manuel Girona. El nom del barri ve donat per l'històric mas de Can Batllori, important pels vestigis ibers i romans que conservava en el seu territori. Abans de ser enderrocat, s'hi van trobar sitges de gra, un caldarium i fragments de les columnes de l'hipocaust al costat d'una necròpoli romana. Avui en dia, als antics terrenys del mas hi ha els jardins de Can Batllori.

### Can Sol de Baix
Els límits d'aquest veïnat són la travessera de les Corts, la Gran Via de Carles III, el carrer de Joan Güell i l'avinguda de Madrid, que limita amb el districte de Sants-Montjuïc. El nom ve donat perquè ocupa l'espai on hi havia els camps i la masia de Can Sol de Baix. El nom originari d'aquest mas era de Can Planes de Baix, però el sol de ferro forjat que presidia l'entrada de la finca va donar aquest malnom a la masia, que va perdurar fins que la van enderrocar. L'any 1965 es va recuperar el topònim amb la construcció de la plaça del Sol de Baix, entre els carrers de Gerard Piera i de Fígols.

### Centre
Els límits d'aquest veïnat són l'avinguda Diagonal, la Gran Via de Carles III, la travessera de les Corts i el carrer d'Entença. Conegut com el Barri Vell, conté els edificis més representatius del barri: l'Ajuntament, l'església de Santa Maria del Remei, la Biblioteca de Can Rosés i el Centre Cívic de Can Déu. També inclou el que en el seu dia es va conèixer com a l'Eixample de les Corts.

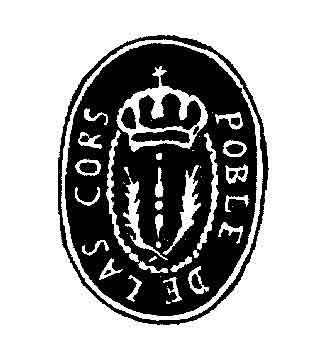
Escut del poble de les Corts, l'any 1836

## Escut i colors
L'escut, creat amb el naixement del nou municipi independent, representa un ceptre de poder envoltat per dues fulles d'olivera, molt comunes al poble en aquella època, i una corona pel passat com a franquesa.

Els colors de l'antic poble i actual barri son el blau i el vermell. El motiu és l'adopció dels colors de l'advocació del Remei en el moment que es va escollir aquesta com a patrona de la parròquia i del poble de les Corts.

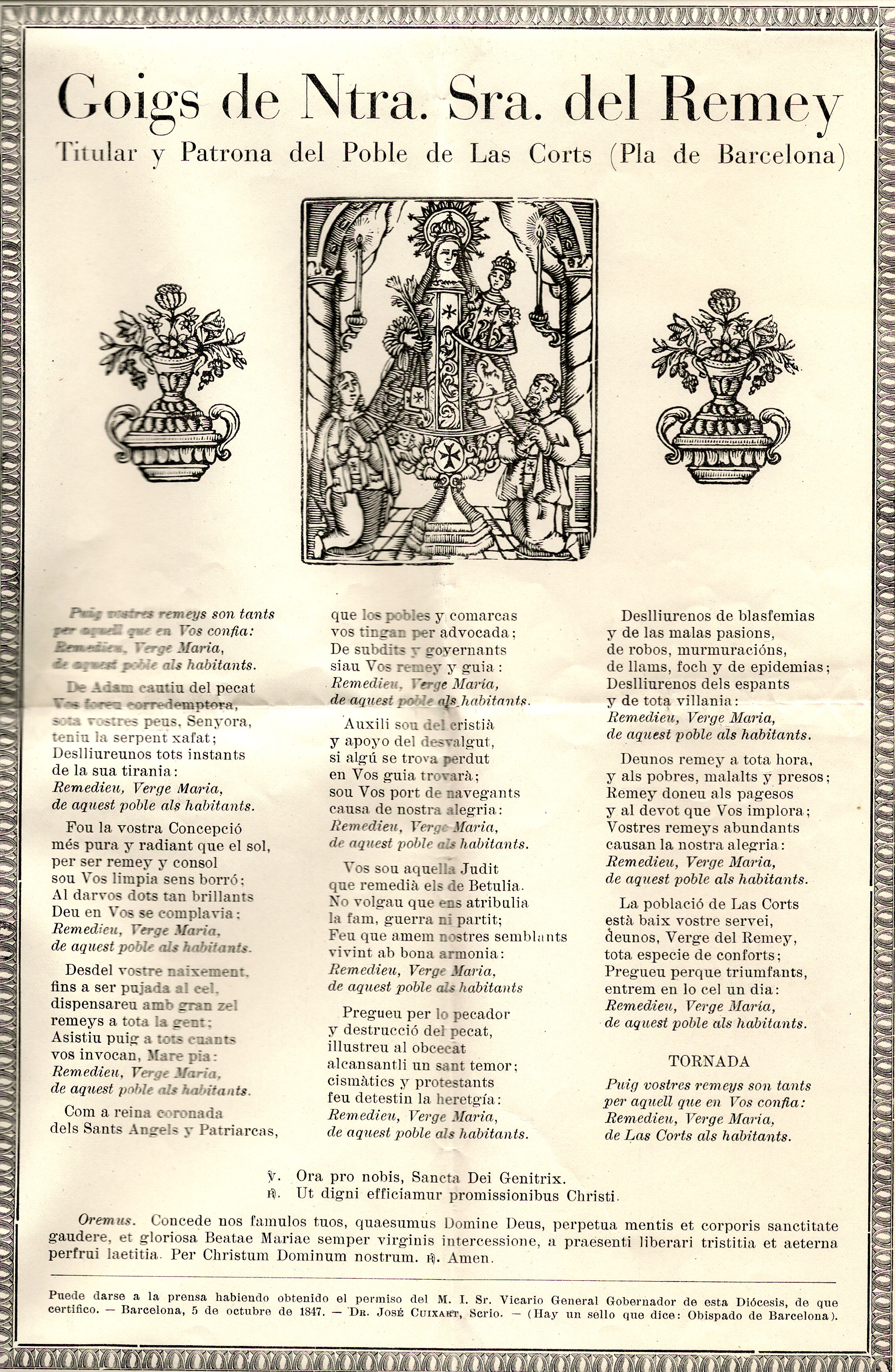
Goigs de Nostra Senyora del Remei

## Festa Major
La Festa Major de les Corts, documentada des de l'any 1806, se celebra al voltant de la festivitat de la Mare de Déu del Remei, que és la patrona d'aquesta antiga vila, actual barri de la ciutat. El pregó i la cantada dels goigs obrien aquests actes, que acostumaven a ser jocs, concursos, àpats de germanor i diferents actes culturals i esportius. L'església de Santa Maria del Remei, dedicada a la patrona, està situada a la plaça de la Concòrdia.
Tros dels goigs de Nostra Senyora del Remei de les Corts (5 d'octubre de 1847):
| « | La població de les Corts està baix vostre servei, deu-nos, Verge del Remei, tota espècie de conforts; Pregueu perquè triunfants, entrem en lo cel un dia, remedieu, Verge Maria, d'aquest poble als habitants. | » |

## Malnom dels vilatans i vilatanes
Els habitants de les Corts reben històricament l'apel·latiu de "panarres". Hi ha diferents versions sobre l'origen del malnom; una de les més populars explica com en una festa major del s.XIX es va acabar tot el cereal i el pa, obligant als vilatants a baixar durant una temporada a altres municipis pròxims per comprar-ne. En compraven tanta quantitat que es van quedar amb el nom de panarres.
Una altra versió parla d'una vaga dels forners del municipi cortsenc per l'alt preu del cereal. Aquesta contradiu una tercera versió que parla de com el preu del cereal i el pa era més baix a les Corts, llavors la població dels municipis veïns s'apropaven a comprar-ne.

## Símbols cortsencs
- Pau Farinetes: Estàtua emblemàtica, ubicada en les últimes dècades a plaça Comas, que representa el caire agrícola del passat cortsenc.
Sobre la història de l'estàtua hi ha diferents versions: En Jaume Fabre i en Josep M. Huertas assenyalen, en el catàleg d'art públic, que l'autor de l'escultura, desconegut, podria haver fet servir de model Jaume Esteve, regidor de l'últim consistori de les Corts. Són conegudes les places de la Concòrdia, de Comas i de Can Ràbia.
Una segona versió seria que l'escultura representa a en Pau Piera i Piera, en Farinetes, perquè tenia el seu rostre, mentre que per fer el cos es prengué com a model Jaume Esteve i Gibert, pagès, jardiner i regidor del darrer Ajuntament de les Corts.

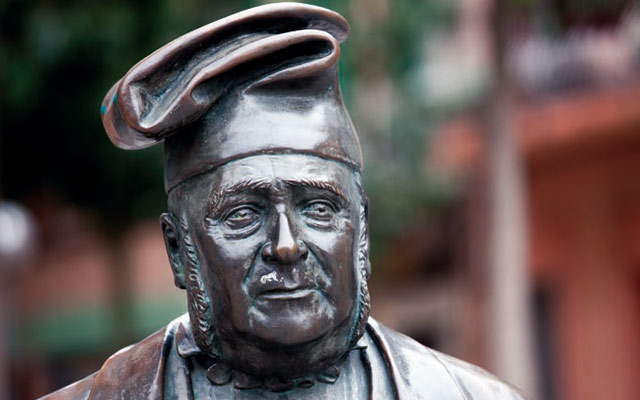
Pau Farinetes

- El pi de les Corts: Situat a la Travessera de les Corts des del 1893, símbol de la resistència per mantenir la independència del poble.
- Torre Rodona: La torre deu el seu origen als programes de construcció de torres de vigilància als camins i punts estratègics del Pla de Barcelona a conseqüència de les ràtzies que va fer Almansor, al segle x. Segurament es va fer per fortificar el mas, i va conservar-se inalterada durant molts segles, si bé el mas va ser reformat del tot en època gòtica.
Els propietaris més antics dels que es té constància són la família Manterols, fins que a l'any 1448 va passar a mans dels Vidal. A les darreries del segle xvi i després del matrimoni d'una de les hereves de la família Vidal amb Joan Vinyals el mas va ser heretat pel primogènit de la parella i la casa va adoptar el nom dels "Vinyals de la Torre", nom que ens ha arribat fins avui dia. Benet Vinyals encarregà la segona reforma, acabada el 1610 tal com consta en la inscripció de la porta.
- Església de Santa Maria del Remei: Possiblement l'edificació més coneguda i representada del barri, símbol de la independència cortsenca aconseguida l'any 1836, separant-se administrativament del municipi de Sarrià.
- Can Deu: Residència de la família Deu i actual centre cívic. Josep Deu i Estacó, primer membre de la família Deu conegut, fundà la societat “Josep Deu i Cia” l'any 1874. Amb el seu fill gran, Josep, es dedicava a la destil·lació d'alcohols. Licors famosos per la seva qualitat, que van incloure en el llenguatge popular dites com: “va ser un banquet de Cal Deu” o “va armar-se la de Cal Deu”.

- El Guardià de les Corts: El Guardià és la bèstia de foc del barri de les Corts i representa un drac d'inspiració gaudiniana. En van impulsar la construcció quatre grups de foc i percussió del barri: la colla de diables els Bocs de Can Rosés, els Diables de les Corts, La Repúbli-k de l'Avern i els Diables i Timbalers d'Ítaca.

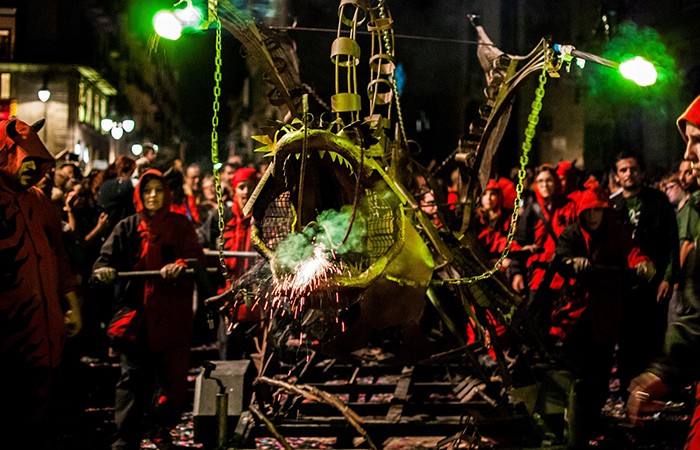
Bèstia de foc panarra

- Jaume II i Elisenda de Montcada: Els gegants de les Corts van néixer l'any 1987 com a part del projecte «Una cercavila ben pròpia de les Corts», del Col·lectiu Anglesola, que pretenia crear unes figures que s'identifiquessin amb el barri.